# هاينريش كارو
هينريتش كارو (بالألمانية: Heinrich Caro)‏ هو كيميائي ألماني، ولد في 13 فبراير 1834 في بوزنان في بولندا، وتوفي في 11 سبتمبر 1910 في درسدن في ألمانيا.